# Australian Ice Hockey League
L'Australian Ice Hockey League (AIHL) è la competizione di più alto livello di hockey su ghiaccio dell'Australia, nonché la maggiore lega.